# ویسوکوشا
ویسوکوشا (به لاتین: Vysokusha) یک منطقهٔ مسکونی در روسیه است که در استان آرخانگلسک واقع شده‌است.